# اللجنة لأممية العمال
اللجنة لأممية العمال (بالإنجليزية: Committee for a Workers' International)‏ هي منظمة اشتراكية دولية التي توحد حركات وأحزاب اشتراكية في عشرات البلدان في جميع أنحاء العالم.

## وصلات خارجية
- اللجنة لأممية العمال (CWI)